# Muzeum Sztuki Tureckiej i Islamskiej w Stambule
Muzeum Sztuki Tureckiej i Islamskiej (tr Türk ve İslam Eserleri Müzesi) – muzeum w Stambule położone przy Placu Sułtanahmed. 
Budynek został podarowany w 1520 przez sułtana Sulejmana Wielkiemu Wezyrowi Ibrahimowi Paszy, stąd nazwa pałacu: Pałac Ibrahima Paszy. Po śmierci wezyra pałac służył jako zimowe kwatery janczarów, rezydencje dyplomatów, centrum finansowe, szwalnia i więzienie. W 1970 pałac został odrestaurowany i w 1983 przeniesiono do niego Muzeum Sztuki Tureckiej i Islamskiej. 
W zbiorach muzeum znajdują się rękopisy z VIII-XIX wieku, przykłady kaligrafii, dzieła sztuki z kamienia, ceramiki, drewna i metalu. Znajduje się tu cenna kolekcja ręcznie tkanych dywanów tureckich oraz zbiory etnograficzne. Jednym z oddziałów muzeum jest Muzeum Adama Mickiewicza w Stambule.
W 1984 muzeum zdobyło nagrodę Rady Europy a w 1985 UNESCO.